# Alice Auma
Alice Auma (* 1956; † 17. Januar 2007) war die Führerin einer von ihr gegründeten christlich-synkretistischen Rebellengruppe namens Holy Spirit Movement (HSM), die im Norden Ugandas aktiv war. Alice Auma bezeichnete sich als spirituelles Medium unter der Führung des Jok (niedrige Gottheit, Geist) Lakwena, der auch die Gründung der HSM veranlasst haben soll.
Lakwena bedeutet „Botschafterin“. Holy Spirit Movement war der Name des politischen Flügels von Alice Lakwenas Organisation, während der militärische Flügel als Holy Spirit Mobile Force bezeichnet wurde. Es gab keine organisatorische Trennung zwischen diesen beiden Flügeln.
Nachdem Alice Lakwena einige Anhänger hinter sich versammeln konnte, überzeugte sie die Rebellengruppe Uganda People’s Democratic Army (UPDA) im November 1986, einige ihrer Kämpfer unter ihr Kommando zu stellen. Zwei überraschende Siege über die Regierungstruppen der National Resistance Army (NRA) im November und Dezember 1986 brachten ihr große Popularität und Unterstützung ein, darunter auch von anderen ethnischen Gruppen. Auch kämpfte die HSM wie eine reguläre Armee, sie eroberte Gebiete und lieferte sich offene Kämpfe mit der NRA. In jeder Einheit waren spirituelle Kontrolleure integriert. Alice Lakwena rieb ihre Kämpfer mit gesegnetem Öl ein, welches Kugeln aufhalten sollte, sofern die Seele des Kämpfers rein war. Auch segnete sie Steine, damit diese wie Granaten explodieren sollten. Die Kämpfer der HSM zogen in Kreuzformation und Hymnen singend in die Kämpfe.
Die Allianz zwischen der HSM und der UPDA zerbrach schnell wieder. Anfang 1987 versuchte die UPDA, die zivilen Nachschublager zu übernehmen, indem sie die Unterstützer der HSM terrorisierte. Im August 1987 begann die HSM trotz anhaltender Auseinandersetzungen mit anderen Rebellengruppen eine Offensive, um die ugandische Hauptstadt Kampala zu übernehmen und so ein Paradies auf Erden zu schaffen. Im November stieß die HSM in Gebiete vor, wo sie keine öffentliche Unterstützung mehr hatte, und nach einigen schweren Niederlagen wurde sie 50 Kilometer vor Kampala von der NRA entscheidend geschlagen.
Die HSM hinterließ einige kleine Rebellengruppen, von denen die meisten schon bald in die Kriminalität abrutschten oder von anderen Rebellengruppen oder der NRA zerschlagen wurden. Nach ihrer Niederlage führte für kurze Zeit ihr Vater Severino Lukoya den Kampf fort und übernahm auch einen Teil der Geister, die angeblich von Alice und ihrer Truppe Besitz ergriffen hatten. Aus einigen ihrer Kämpfer ging um 1987 die Lord’s Resistance Army ihres Cousins oder Neffen Joseph Kony hervor.
Alice Lakwena starb im Alter von 51 Jahren am 17. Januar 2007 im Ifo-Flüchtlingslager der UNHCR in der Nordostprovinz Kenias, wo ihr Asyl gewährt worden war.